# Conferimento della regola del Carmelo
Il Conferimento della regola del Carmelo o Episodio di vita eremitica (Tebaide), è un'opera di Filippo Lippi. Si tratta di un affresco staccato e lacunoso (386x480 cm, più un'appendice di cm 95x137), eseguito prima del gennaio 1431 e conservato nel Convento del Carmine a Firenze, in una sala adiacente al chiostro.

## Storia
L'opera viene in genere datata a prima del gennaio 1431, quando Filippo Lippi lasciò il convento del Carmine nel quale era stato frate assieme al fratello fin dall'età di otto anni.
L'affresco è citato dal Vasari nell'edizione delle Vite del 1568 come "un papa che conferma la regola de' Carmelitani", ma già nel 1581 doveva essere stato sciabato, se venne ignorato dall'edizione de Le bellezze della città di Firenze di Francesco Bocchi. Riapparve nel 1860, quando lo segnalò il critico Seymour Kirckup, per venire attribuito al giovane Lippi da August Schmarsow nel 1895.
Lo stacco dalla parete avvenne in due parti nel 1939, mentre un primo restauro risale al 1956.

## Descrizione e stile
La parte superstite dell'opera mostra una serie di frati carmelitani (riconoscibili dai mantelli bianchi con bande marroni) e non, che abitano alcuni romitori in montagna e sono dediti a varie attività. Alcuni vi hanno letto una rappresentazione delle origini dell'ordine Carmelitano, suffragati anche dalla citazione vasariana. Il frammento di destra potrebbe rappresentare la scena del conferimento della Regola da parte del patriarca di Gerusalemme, avvenuta nel 1204-1206.
L'affresco si rifà agli affreschi della Cappella Brancacci di Masaccio (volume solido e massiccio delle figure dilatate, senso del chiaroscuro, uso essenziale degli elementi decorativi), ma anche alla monumentalità Giottesca.